# Équipe des Émirats arabes unis de hockey sur glace
L'équipe des Émirats arabes unis de hockey sur glace est la sélection nationale Émirats arabes unis regroupant les meilleurs joueurs émiratis de hockey sur glace lors des compétitions internationales. L'équipe est sous la tutelle de la Fédération des Émirats arabes unis de hockey sur glace et est classée 47e sur 50 équipes au classement IIHF en 2018. .

## Résultats

### Jeux olympiques
- 1920-2018 - Ne participe pas
- 2022 - Non qualifié

### Championnats du monde
- 1920-2009 - Ne participe pas
- 2010 - 4e de Division III, Groupe A
- 2011-2012 - Ne participe pas
- 2013 - 6e de Division III
- 2014 - 5e de Division III
- 2015 - 6e de Division III
- 2016 - Forfait
- 2017 - 7e de Division III
- 2018 - 3e de Qualification Division III
- 2019 - 1re de Qualification Division III
- 2020 - Annulé en raison du coronavirus
- 2021 - Annulé en raison du coronavirus
- 2022 - 1re de Division IIIA

### Jeux asiatiques d'hiver
- 1986-2003 - Ne participe pas
- 2007 - 6e place
- 2011 - 8e place  (3e de Division I)
- 2017 - 7e place  (3e de Division I)

### Challenge d'Asie
- 2008 - Ne participe pas
- 2009 -
- 2010 -
- 2011 -
- 2012 -
- 2013 - Quart de finaliste
- 2014 -
- 2015 -
- 2016 -
- 2017 -

### Coupe arabe et Championnat du Golfe
- 2008 -
- 2010 -
- 2012 -
- 2016 -

## Classement mondial
| Année          | Rang       | Points     | Progression |
| -------------- | ---------- | ---------- | ----------- |
| 2003-Fév. 2010 | Non classé | Non classé | Non classé  |
| Mai 2010       | 47         | 220        | -           |
| 2011           | 47         | 165        | ±0          |
| 2012           | 47         | 110        | ±0          |
| 2013           | 47         | 275        | ±0          |
| Fév. 2014      | 47         | 275        | ±0          |
| Mai 2014       | 45         | 405        | +2          |
| 2015           | 44         | 510        | +1          |
| 2016           | 46         | 340        | -2          |
| 2017           | 46         | 370        | ±0          |
| Fev. 2018      | 46         | 370        | ±0          |
| Mai 2018       | 47         | 365        | -1          |
| 2019           | 48         | 420        | -1          |

Note :  Promue ;  Reléguée

## Entraîneurs
| Période     | Nom des entraîneurs | Nationalité           |
| ----------- | ------------------- | --------------------- |
| 2010        | Teemu Taruvuori     | Finlande              |
| 2012-2014   | Yuri Faikov         | Biélorussie           |
| 2015-2018   | Matti Fagerström    | Finlande              |
| Depuis 2018 | Aliaksei Strakhau   | Ukraine / Biélorussie |

## Équipe junior moins de 20 ans

### Championnats du monde junior
- 1977-2012 - Ne participe pas
- 2013 - Disqualifié
- 2014-2023 - Ne participe pas

### Challenge d'Asie des moins de 20 ans
- 2018 - Troisième

## Équipe des moins de 18 ans

### Challenge d'Asie moins de 18 ans
- 2012 -